# Ch’ŏngnyŏn Hot’el
Das Ch'ŏngnyŏn Hot'el (koreanisch 청년호텔, „Jugend-Hotel“) ist ein Hotel in der Hauptstadt von Nordkorea, Pjöngjang.

## Beschreibung
Das Gebäude wurde am 1. Mai 1989 eröffnet und befindet sich an der Kreuzung der Chongchun-/Kwangbok-Straße im Stadtviertel Mangyŏngdae-guyŏk. Es wurde wie viele Bauwerke an dieser Straße anlässlich der 13. Weltfestspiele der Jugend und Studenten errichtet.
Es ist zirka 15 Minuten von der Innenstadt entfernt. Zur Ausstattung gehören unter anderem ein Schwimmbecken, Sauna sowie Geschäfte für Bücher und Souvenire. Ein Büro von Air China ist ebenfalls anzufinden. Bis ungefähr 2017 befand sich hier das erste Schnellrestaurant des Landes. In mehr als 400 Zimmern und Suiten können über 800 Gäste untergebracht werden.
Insgesamt ist das Hotel 30 Etagen bzw. 107 Meter hoch.